# Championnat du Liberia de football 2016-2017
Navigation
Edition précédente Edition suivante
La saison 2016-2017 du Championnat du Liberia de football est la 44e édition du championnat de première division liberien. Les douze clubs engagés sont regroupés au sein d'une poule unique où ils s'affrontent à deux reprises, à domicile et à l'extérieur. En fin de saison, les trois derniers du classement sont relégués et remplacés par les trois meilleurs clubs de Second Division, la deuxième division nationale.
C'est le club de LISCR FC qui remporte la compétition cette saison après avoir terminé en tête du classement final, avec trois points d'avance sur le tenant du titre, Barrack Young Controllers FC et six sur MC Breweries, l'un des promus de deuxième division. C'est le troisième titre de champion du Liberia de l'histoire du club, qui réalise le doublé en s'imposant en finale de la Coupe du Liberia face à ELWA United.

## Participants
- LISCR FC
- Barrack Young Controllers FC
- MC Breweries FC - Promu de D2
- Nimba United
- LPRC Oilers
- Watanga FC
- FC Fassell
- Invincible Eleven - Promu de D2
- Keitrace FC
- Jubilee FC - Promu de D2
- ELWA United
- Mighty Barrolle - Promu de D2

## Compétition

### Classement
Le classement est établi sur le barème de points classique (victoire à 3 points, match nul à 1, défaite à 0). Pour départager les égalités, on tient d'abord compte de la différence de buts générale, puis du nombre de buts marqués, puis des confrontations directes.
| Rang | Équipe                        | Pts | J  | G  | N  | P  | Bp | Bc | Diff |
| ---- | ----------------------------- | --- | -- | -- | -- | -- | -- | -- | ---- |
| 1    | LISCR FCC                     | 42  | 22 | 10 | 12 | 0  | 30 | 12 | +18  |
| 2    | Barrack Young Controllers FCT | 39  | 22 | 11 | 6  | 5  | 34 | 14 | +20  |
| 3    | MC Breweries FCP              | 36  | 22 | 10 | 6  | 6  | 22 | 19 | +3   |
| 4    | Nimba United                  | 35  | 22 | 9  | 8  | 5  | 30 | 21 | +9   |
| 5    | Watanga FC                    | 35  | 22 | 10 | 5  | 7  | 22 | 16 | +6   |
| 6    | FC Fassell                    | 34  | 22 | 11 | 1  | 10 | 34 | 26 | +8   |
| 7    | Jubilee FCP                   | 30  | 22 | 8  | 6  | 8  | 20 | 24 | -4   |
| 8    | Keitrace FC                   | 29  | 22 | 6  | 11 | 5  | 28 | 28 | 0    |
| 9    | LPRC Oilers                   | 25  | 22 | 6  | 7  | 9  | 15 | 17 | -2   |
| 10   | Mighty BarrolleP              | 24  | 22 | 7  | 3  | 12 | 24 | 30 | -6   |
| 11   | Invincible ElevenP            | 15  | 22 | 4  | 3  | 15 | 22 | 45 | -23  |
| 12   | ELWA United                   | 14  | 22 | 2  | 8  | 12 | 16 | 45 | -29  |

|  | Qualification pour la Ligue des champions de la CAF 2018                                 |
|  | Qualification pour la Coupe de la confédération 2018                                     |
|  | Relégation directe en Second League                                                      |
|  | T : Tenant du titre C : Vainqueur de la Coupe du Liberia 2017 P : Promu de Second League |

## Bilan de la saison
| Championnat du Liberia de football 2016-2017                        |                     |
| Champion                                                            | LISCR FC (3e titre) |
| Coupes et trophées                                                  |                     |
| Vainqueur de la Coupe du Liberia 2016-2017                          | LISCR FC            |
| Qualifications continentales                                        |                     |
| Ligue des champions de la CAF 2018                                  | LISCR FC            |
| Coupe de la confédération 2018                                      | ELWA United         |
| Promotions et relégations                                           |                     |
| Promus en First Division                                            | NPA Anchors         |
| Promus en First Division                                            | Small Town FC       |
| Promus en First Division                                            | Nimba Football Club |
| Relégués en Championnat du Liberia de football de deuxième division | Mighty Barrolle     |
| Relégués en Championnat du Liberia de football de deuxième division | Invincible Eleven   |
| Relégués en Championnat du Liberia de football de deuxième division | ELWA United         |